# Formule d'eulogie en islam

La bénédiction sur le Prophète — Que la paix et la bénédiction de Dieu soient sur lui — dans sa mise en page ramassée.

Le nom du prophète Mahomet (ar, Muhammad) avec l'eulogie en haut à gauche, en calligraphie thuluth.

Une formule d'eulogie en islam est une expression de louange ou de bénédiction arabe que les musulmans prononcent ou écrivent en particulier après le nom d'Allah, de Mahomet, des autres prophètes, de certains anges[réf. nécessaire] ou d'autres personnages majeurs de l'islam.

## Eulogies pour le nom de Dieu

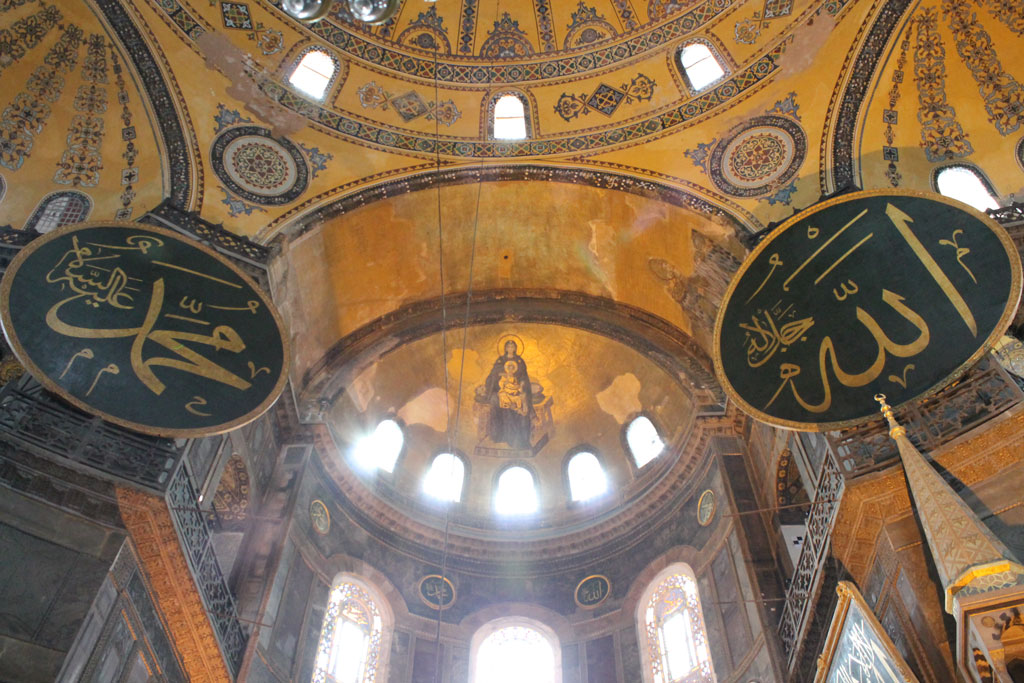
Les noms arabes d'Allah (à droite) et de Mahomet (à gauche), avec leur eulogie respective, dans la mosquée Sainte-Sophie, à Istanbul.

Traditionnellement, la prononciation ou la mention du nom de Dieu (Allah) est suivie d'une formule d'eulogie. Principalement, on retrouve l'une des deux expressions suivantes :
- Subhanahu wa Taʿālā (arabe : سُبْحانَهُ وتَعالىٰ) signifiant « Qu'il soit exalté et glorifié ».
- Azza wa Jall (arabe : عَزَّ وجَلَّ) signifiant « Puissant et majestueux ».

L'eulogie « splendeur de sa majesté », en arabe : jalla jalālu-hu, جَلَّ جَلالُهُ, peut également suivre la prononciation du nom de Dieu (Allah).
Des eulogies adressées à Dieu sont présentes dans les graffiti musulmans. Ainsi, on trouve un exemple datant de 684 mentionnant « Que Dieu soit exalté, matin, soir et nuit, longuement » ; l'exemple est donné comme une citation du Coran. Imbert remarque néanmoins que celle-ci ne correspond pas à la vulgate coranique.

## Eulogies pour les prophètes
En islam, toute mention du nom d'un des prophètes est traditionnellement suivie de la formule d'eulogie `alay-hi as-salām (عَلَيْهِ ٱلسَّلَامُ), qui signifie « Que la paix (ou le salut) soit sur lui ». Par exemple, quand il mentionne Jésus, un musulman dira le plus souvent : « Issa (que la paix soit sur lui) ».  

### La prière sur le Prophète
En ce qui concerne le nom arabe de Mahomet (arabe : محمّد (Muhammad)), il est suivi de la formule « que la paix et la bénédiction d'Allah soient sur lui et sa famille », en arabe : ṣallā l-lāhu `alay-hi wa-sallam, صَلَّىٰ اللّٰهُ عَلَيْهِ  وَسَلَّم. Chaque fois qu'un musulman prononce ou écrit le nom du Prophète, il le fait en principe suivre de cette formule. Une autre formule, plus longue, peut être utilisée[Laquelle ?] . Des abréviations existent dès les premiers siècles de l'islam ; elles sont critiquées par certains musulmans.  
En arabe, cette longue formule d'eulogie s'appelle « la prière sur le Prophète » (الصلاة على النبي (aṣ-ṣalāt `alā an-nabī)) ou encore  (التصلية (at-taṣliya)), c'est-à-dire l'action de prier mais, ici, plus précisément de bénir le prophète en prononçant son eulogie (puisque l'on « prie sur lui »). Elle est présentée par Al-Ghazâlî comme une source de bénédiction pour le fidèle qui la prononce. C'est ainsi qu'on a rédigé des ouvrages recueillant des invocations et des prières sur le Prophète. Mais cette pratique n'est pas admise par tous les musulmans[Lesquels ?]. Il s'agit d'une pratique spécifique liée à la vénération de Mahomet. 

#### Approche historique
Cette pratique de la prière sur le Prophète peut trouver ses origines, en particulier, dans le verset 56 de la sourate Al-Ahzab du Coran

« Oui, Dieu et Ses anges bénissent le Prophète. Ô vous, les croyants ! Priez pour lui et appelez sur lui le salut [ṣallū ʿalayhi wa-sallimū taslīmā / صَلُّواْ عَلَيْه وسَلِّمُواْ تَسْلِيماً] »

— Le Coran, XXXIII, 56, trad. Denise Masson
Des historiens ont étudié ce verset. Selon Bell, les versets 56 à 58  de cette sourate seraient peut-être des interpolations tardives et, pour Van Reeth, elles pourraient dater de l'époque du calife Abd Al-Malik. Ce dernier précise : « il semble que ces versets servaient un but politico-religieux : fonder le pouvoir (califal ?) sur celui du Prophète et sur le respect qui lui es dû. ». Au ixe siècle, al-Muhasibi écrivait que dans un exemplaire de la sourate que possédait Aïcha, le verset 56 ne mentionne pas « le Prophète » mais plutôt celui qui prie au premier rang, faisant vraisemblablement référence à Mahomet, qui priait devant les croyants. 
Selon Christian Robin, le nom de Mahomet est absent des documents islamiques les plus anciens, et l'une des plus anciennes mentions écrites de son nom (une drachme arabo-sassanide de 695) n'est pas suivi d'eulogie. Toutefois, on retrouve sur le Dôme du Rocher (691-692), après le nom de Mahomet, la formule d'eulogie de bénédiction et de pardon identique à celle qui suit le nom de Issa (Jésus) dans le Coran. Ce monument présente d’autres occurrences de la prière du Prophète « à travers des eulogies plus tard devenues classiques, dont nous avons peut-être ici la première attestation documentaire ». 
Même si une tendance fait remonter la formule salla Allah 'alay-hi wa-sallam à l'époque la plus ancienne possible, elle ne semble pas avoir été utilisée durant les deux premiers siècle de l'islam. Cristina De La Puente relève que l'intérêt intellectuel autour de cette expression remonterait au iiie siècle de l'Hégire (xie siècle), pouvant expliquer l'insistance des traditionalistes du XIIe siècle qui auraient par la suite généralisé cette pratique surérogatoire. C. De La Puente souligne toutefois qu'il est « extrêmement difficile » de savoir à quelle époque l'eulogie apparaît. Toujours selon cette auteure, la prière sur Mahomet semble illustrer un processus long d'idéalisation de celui-ci, et s'inscrit dans l'attribution à Mahomet d'un rôle de médiation entre Allah et sa communauté.

#### Interprétations
Le verset 56 de la sourate Al-Ahzab a fait l'objet de nombreuses discussions quant au sens à donner à cette bénédiction ou à ce pardon. En effet, les exégètes musulmans ont eu des difficultés à expliquer cette formulation et cette idée de requête à Dieu. Pour les musulmans, le verbe salla 'ala signifie « bénir ». Au cours des siècles, de nombreux questionnements ont été soulevés sur ce terme, qui peut aussi signifier « prier », et sur ses interprétations . Ainsi, la formule renverse l'invitation coranique de prier pour Mahomet. Pour Bousquet, « l'explication couramment admise est qu'on agit ainsi en raison de ce que l'homme est incapable de le faire bien, et que Dieu sait mieux ce qui convient. ».

## Eulogie pour les autres personnages historiques

Version vectorisée d'un panneau de Sainte-Sophie portant le nom calligraphié de Ali et l'eulogie raḍī allāh ʿan-hu.

Pour d'autres personnages importants de l'islam comme les compagnons de Mahomet ou les quatre premiers califes, on fait suivre leur nom de la formule « qu'Allah soit satisfait de lui » (arabe : رضي الله عنه (raḍī allāh ʿan-hu)),. En français, la première formule est abrégée ASL (« Allah [soit] satisfait [de] lui »).
La formule 'alayhi 'l-salâm, utilisée après le nom de Mahomet, est pour l'orthodoxie réservée aux prophètes. Dans la littérature ancienne, il est utilisé de manière plus libre, en particulier par les chiites pour 'Ali et sa famille,. Les formules eulogiques étaient « à l'origine » utilisées pour toute personne que l'on souhaitait honorer. Les discussions pour séparer la formule destinée à Mahomet n'apparaissent qu'à l'époque abbasside.
Concernant l'historique de cette habitude, Fr. Imbert, dans un article qui évoque la mise en place des formules religieuses dans les graffiti des premiers temps de l'islam, remarque que la première mention historique du calife Umar n'est pas accompagnée d'une eulogie et, plus globalement, il note une absence de référence religieuse. Il en est de même pour des inscriptions évoquant d'autres personnages anciens. « Ceci conforte l’idée d’une mise en place assez tardive de ce type de formules [eulogiques] ».

## Usage en imprimerie et en informatique
Les eulogies sont tellement fréquentes dans les textes arabes qu'elles ont de longue date été imprimées sous un format réduit, et aujourd'hui, ces éléments ont été transcrits dans le système Unicode par des caractères uniques (ligatures) afin de les représenter.
En français, l'eulogie de Mahomet est souvent abrégée pbsl (Paix et bénédiction sur lui), pbAsl (Paix et bénédiction d'Allah sur lui), bsdl (Bénédiction et salut de Dieu sur lui), pbdl (Paix et bénédiction de Dieu sur lui) ou psl (Paix sur lui), à moins que l'on utilise des abréviations de la formule en arabe :  sAaws ou d'autres variantes comme saw, sAws ou sAas qui dérivent toutes des quatre initiales arabes de l'eulogie ﺻ ﺍ ﻌ ﺲ (s - A - ' - s). Selon As-Souyouti, abréger ainsi la formule d'eulogie est détestable et la première personne à l'avoir fait aurait eu la main tranchée.